# Енотаевский район
Енота́евский райо́н (оф. название - Енотаевский муниципальный район Астраханской области) — административно-территориальная единица (район) и муниципальное образование (муниципальный район) в Астраханской области России.
Административный центр — село Енотаевка.

## География
Енотаевский район граничит с запада с Республикой Калмыкия и разделён ею на 2 части (территория села Цаган Аман).

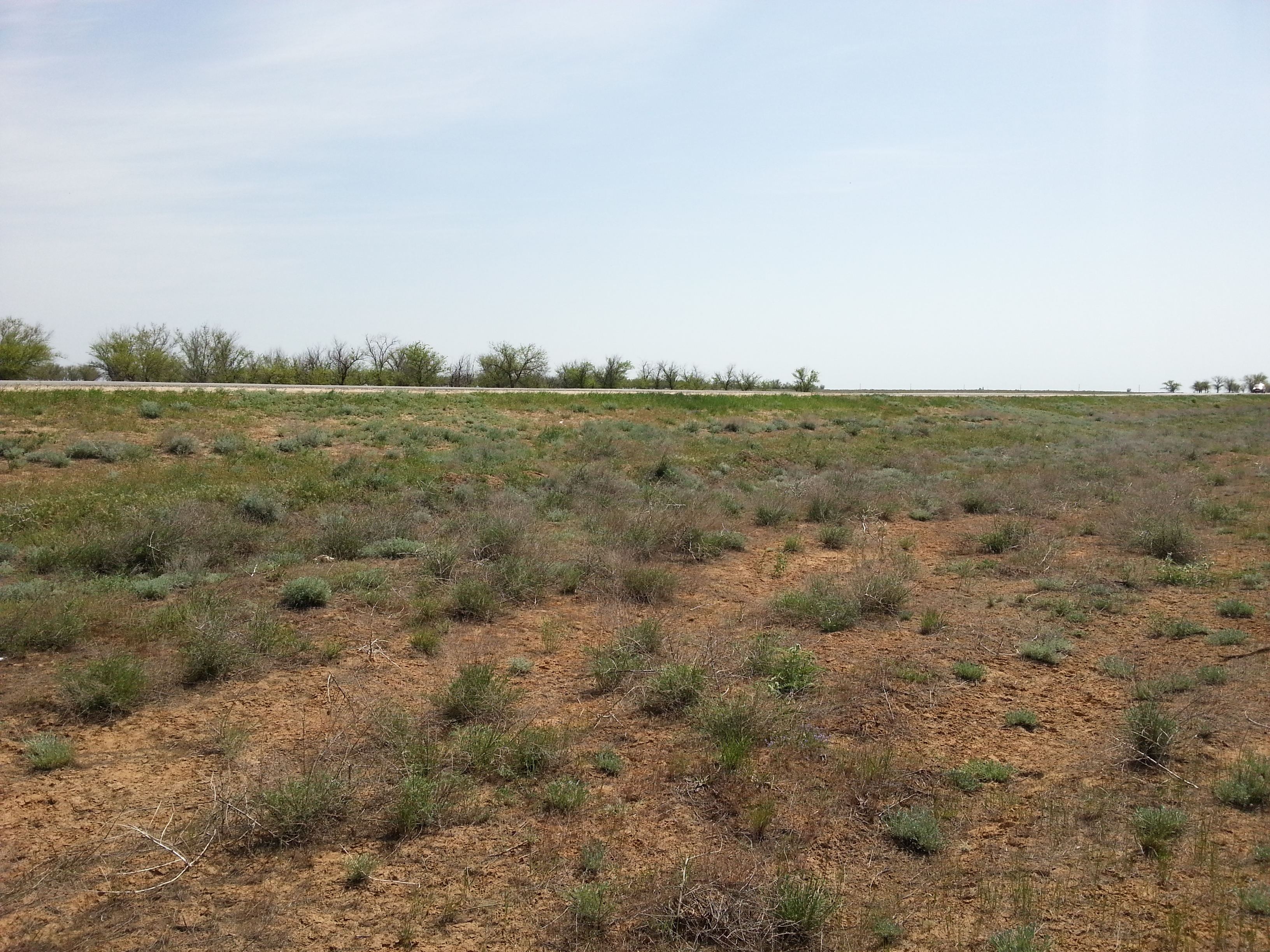
Ландшафт Енотаевского района.

На севере район граничит с Ахтубинским и Черноярским районами, на востоке — с Харабалинским, на юге — Наримановским.

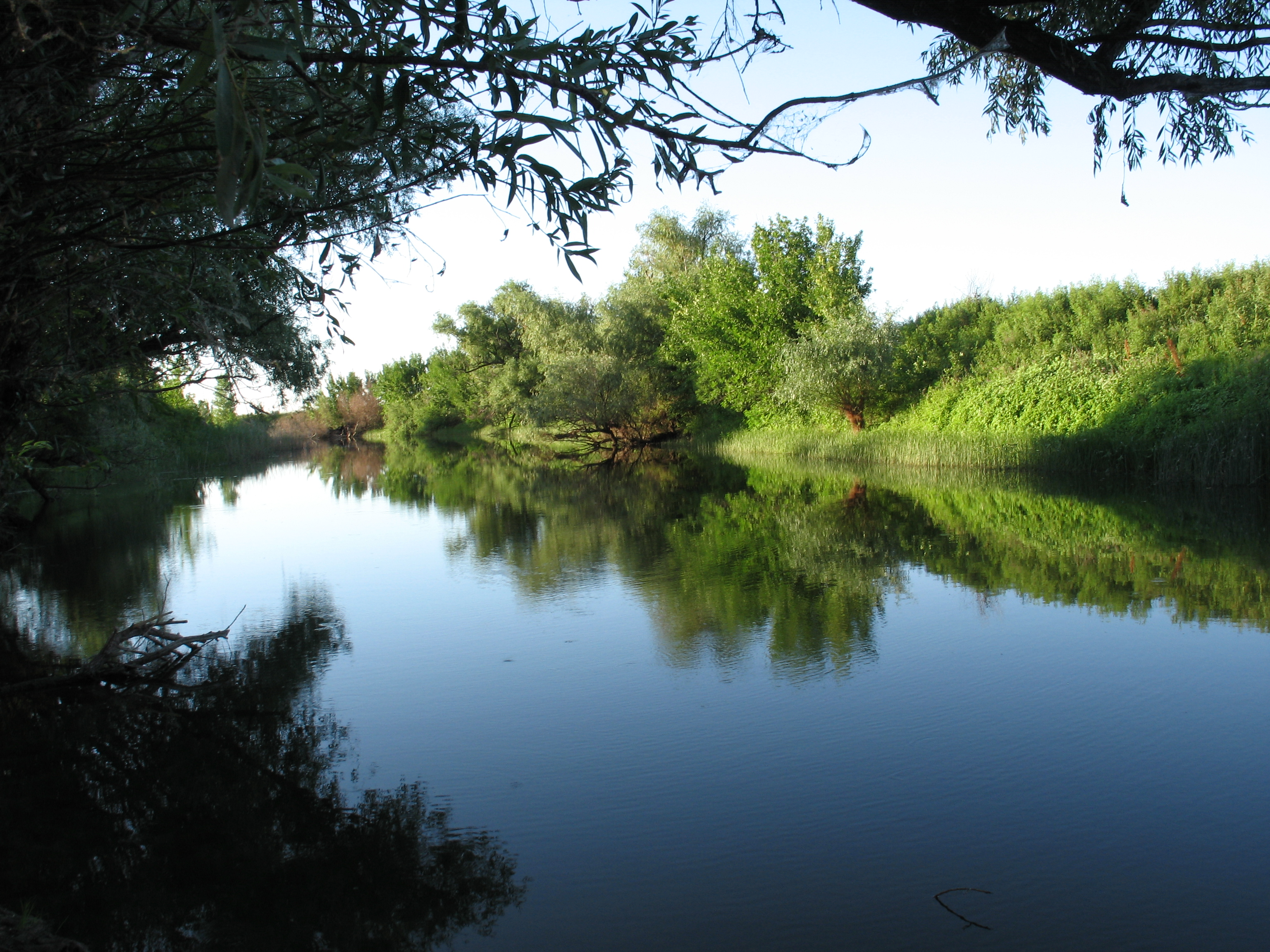
Ерик Харнаман

## История
В 1925 году Енотаевский район образован из волостей Енотаевского уезда — полностью Енотаевской и Копановской, частично Владимировской и Ивановской. В июне 1928 года район был укрупнён (к нему присоединена территория Замьяновского района) и вошёл в составе Астраханского округа Нижне-Волжского края. 30 июля 1930 года Астраханский округ, как и большинство остальных округов СССР, был упразднён. Его районы отошли в прямое подчинение Нижне-Волжского края. С 10 января 1934 года Енотаевский район в составе Сталинградского края, с 5 декабря 1936 года — в составе Сталинградской области. 16 июля 1937 года в составе Сталинградской области был повторно образован Астраханский округ куда вошёл и Енотаевский район.
27 декабря 1943 года Енотаевский район вошёл в состав вновь образованной Астраханской области. 25 мая 1944 года часть территории Енотаевского района была передана в новый Никольский район. 25 апреля 1957 года в состав района включён упразднённый Никольский район.
С 1 января 2006 года в соответствии с Законом Астраханской области № 43/2004-ОЗ от 6 августа 2004 года в составе района образовано 14 муниципальных образований (сельских поселений).

## Население
| 1939    | 1959    | 1970    | 1979    | 1989    | 2002    | 2003    | 2004    | 2005    |
| ------- | ------- | ------- | ------- | ------- | ------- | ------- | ------- | ------- |
| 28 631  | ↘23 638 | ↗26 591 | ↗26 660 | ↗29 093 | ↘27 625 | ↘27 500 | ↗28 200 | →28 200 |
| 2006    | 2007    | 2008    | 2009    | 2010    | 2011    | 2012    | 2013    | 2014    |
| →28 200 | ↘28 100 | →28 100 | ↘28 027 | ↘26 786 | ↘26 785 | ↘26 595 | ↘26 397 | ↘26 098 |
| 2015    | 2016    | 2017    | 2018    | 2019    | 2020    | 2021    |         |         |
| ↘26 007 | ↘25 851 | ↘25 785 | ↘25 405 | ↘24 980 | ↘24 749 | ↗25 346 |         |         |

Национальный состав
| Народ      | 1939 год чел     | 2010 год чел     |
| ---------- | ---------------- | ---------------- |
| Русские    | 26 144 (91,31%)  | 16 857 (62,93%)  |
| Казахи     | 686 (2,4%)       | 5 921 (22,10%)   |
| Чеченцы    | -                | 1 533 (5,72%)    |
| Корейцы    | -                | 580 (2,17%)      |
| Калмыки    | 1 356 (4,74%)    | 578 (2,16%)      |
| Даргинцы   | -                | 271 (1,01%)      |
| Татары     | 55 (0,2%)        | 129 (0,48%)      |
| Аварцы     | -                | 118 (0,44%)      |
| Украинцы   | 118 (0,41%)      | -                |
| Другие     | 272 (0,95%)      | 610 (2,28%)      |
| Не указали | -                | 189 (0,71%)      |
| Всего      | 28 631 (100,00%) | 26 786 (100,00%) |

По итогам переписи населения 2020 года проживали следующие национальности (национальности менее 0,1 % и другое см. в сноске к строке «Другие»):
| Национальность | Численность, чел. | Доля     |
| -------------- | ----------------- | -------- |
| Русские        | 15 281            | 60,29 %  |
| Казахи         | 4763              | 18,79 %  |
| Чеченцы        | 1402              | 5,53 %   |
| Корейцы        | 397               | 1,57 %   |
| Калмыки        | 388               | 1,53 %   |
| Даргинцы       | 250               | 0,99 %   |
| Узбеки         | 152               | 0,60 %   |
| Аварцы         | 92                | 0,36 %   |
| Татары         | 76                | 0,30 %   |
| Таджики        | 73                | 0,29 %   |
| Армяне         | 73                | 0,29 %   |
| Цыгане         | 61                | 0,24 %   |
| Азербайджанцы  | 48                | 0,19 %   |
| Украинцы       | 39                | 0,15 %   |
| Мордва         | 27                | 0,11 %   |
| Кумыки         | 27                | 0,11 %   |
| Другие         | 2197              | 8,66 %   |
| Итого          | 25 346            | 100,00 % |

## Административное деление
Енотаевский район как административно-территориальная единица включает в свой состав 14 сельсоветов.
В Енотаевский район как муниципальное образование со статусом муниципального района входят 14 муниципальных образований со статусом сельских поселений:
| №  | Сельское поселение             | Административный центр | Количество населённых пунктов | Население | Площадь, км² |
| -- | ------------------------------ | ---------------------- | ----------------------------- | --------- | ------------ |
| 1  | Ветлянинский сельсовет         | село Ветлянка          | 1                             | ↗632      | 213,58       |
| 2  | Владимировский сельсовет       | село Владимировка      | 1                             | ↘692      | 125,66       |
| 3  | Восточинский сельсовет         | село Восток            | 1                             | ↘836      | 372,76       |
| 4  | Грачёвский сельсовет           | село Грачи             | 1                             | ↗616      | 268,19       |
| 5  | Село Енотаевка                 | село Енотаевка         | 2                             | ↗8180     | 78,27        |
| 6  | Замьянский сельсовет           | село Замьяны           | 3                             | ↗1964     | 193,97       |
| 7  | Иваново-Николаевский сельсовет | село Ивановка          | 2                             | ↘923      | 399,60       |
| 8  | Село Копановка                 | село Копановка         | 1                             | ↘847      | 343,18       |
| 9  | Косикинский сельсовет          | село Косика            | 1                             | ↗559      | 110,88       |
| 10 | Никольский сельсовет           | село Никольское        | 1                             | ↗5305     | 640,00       |
| 11 | Пришибинский сельсовет         | село Пришиб            | 2                             | ↘1039     | 728,22       |
| 12 | Средневолжский сельсовет       | посёлок Волжский       | 4                             | ↘1715     | 1553,03      |
| 13 | Табун-Аральский сельсовет      | село Ленино            | 4                             | ↗1073     | 241,64       |
| 14 | Фёдоровский сельсовет          | село Фёдоровка         | 3                             | ↘965      | 328,05       |

### Населённые пункты
В Енотаевском районе 27 населённых пунктов.
| №  | Населённый пункт | Тип     | Население | Муниципальное образование      |
| -- | ---------------- | ------- | --------- | ------------------------------ |
| 1  | Береговой        | посёлок | ↗129      | Средневолжский сельсовет       |
| 2  | Блошной          | хутор   | ↗3        | Табун-Аральский сельсовет      |
| 3  | Ветлянка         | село    | ↗632      | Ветлянинский сельсовет         |
| 4  | Владимировка     | село    | ↘692      | Владимировский сельсовет       |
| 5  | Волжский         | посёлок | ↗1862     | Средневолжский сельсовет       |
| 6  | Восток           | село    | ↘836      | Восточинский сельсовет         |
| 7  | Госпитомника     | посёлок | ↗40       | Село Енотаевка                 |
| 8  | Грачи            | село    | ↗616      | Грачёвский сельсовет           |
| 9  | Екатериновка     | село    | ↗6        | Фёдоровский сельсовет          |
| 10 | Енотаевка        | село    | ↗8140     | Село Енотаевка                 |
| 11 | Замьяны          | село    | ↘1494     | Замьянский сельсовет           |
| 12 | Ивановка         | село    | ↗731      | Иваново-Николаевский сельсовет |
| 13 | Ики-Чибирский    | посёлок | ↗126      | Средневолжский сельсовет       |
| 14 | Козинка          | село    | ↘11       | Пришибинский сельсовет         |
| 15 | Копановка        | село    | ↘847      | Село Копановка                 |
| 16 | Косика           | село    | ↗559      | Косикинский сельсовет          |
| 17 | Ленино           | село    | ↗895      | Табун-Аральский сельсовет      |
| 18 | Михайловка       | село    | ↗286      | Фёдоровский сельсовет          |
| 19 | Николаевка       | село    | ↗418      | Иваново-Николаевский сельсовет |
| 20 | Никольское       | село    | ↗5305     | Никольский сельсовет           |
| 21 | Новострой        | посёлок | ↗406      | Замьянский сельсовет           |
| 22 | Прибрежный       | посёлок | ↘107      | Замьянский сельсовет           |
| 23 | Пришиб           | село    | ↘1096     | Пришибинский сельсовет         |
| 24 | Промысловый      | посёлок | ↘41       | Табун-Аральский сельсовет      |
| 25 | Сероглазка       | село    | ↗456      | Средневолжский сельсовет       |
| 26 | Табун-Арал       | село    | ↘111      | Табун-Аральский сельсовет      |
| 27 | Фёдоровка        | село    | ↘862      | Фёдоровский сельсовет          |

## Достопримечательности
На территории района находятся памятники природы регионального значения «Сероглазинское нерестилище» и «Цаган-Аман-Ветлянинское нерестилище».
В селе Никольское (Енотаевского района) расположен самый большой в Поволжье храм Рождества Пресвятой Богородицы (1899 г.), жемчужина старинного зодчества.
В конце восьмидесятых годов на территории Енотаевского района на левом берегу реки ВОЛГИ напротив села Ивано-Николаевки строили реабилитационный центр для космонавтов, после распада СССР в девяностых годах строительство прекратилось (на месте строительства реабилитационного центра для космонавтов остались недостроенные корпуса медицинских учреждений, бытовых сооружений).